# De wentelwereld
De wentelwereld is een stripalbum uit 1986 en het zeventiende deel uit de stripreeks Storm, getekend door Don Lawrence naar een scenario van Martin Lodewijk. Het is het achtste deel van de subreeks De kronieken van Pandarve.

## Verhaallijn
In de stad Halverwege ontsnapt de ter dood veroordeelde supersterke vrouw Boforce met hulp van haar kompanen Twello en Varakker. Ze nemen de gevangeniskok Wilp mee, een jongen die voor een klein vergrijp vastzit maar op wie Boforce een oogje heeft. Ze proberen te ontsnappen in een trein die net is aangekomen, maar realiseren zich niet dat Halverwege een kopstation is en dat de locomotief dus gericht staat op een blinde muur. Wanneer Boforce in woede de machinist tegen de bedieningshendels smijt, start ze per ongeluk de locomotief en de trein rijdt vervolgens dwars door de muur.
In deze trein waren Storm, Roodhaar en Nomad net gearriveerd, en Roodhaar bevindt zich nog in de trein omdat ze haar tas was vergeten. Storm en Nomad zien de trein door de muur rijden. Achter de muur gaan de rails door maar lopen ze een andere wereld binnen. Het blijkt de Wentelwereld te zijn, een resultaat van een mislukt magisch experiment. Storm en Nomad nemen tegen uitdrukkelijk advies van de bewoners een draisine, een met de hand aangedreven railvoertuig, en gaan de trein achterna.
In de trein probeert Roodhaar uit de buurt van Boforce te blijven, en stuit hierbij op Wilp, die aan haar verstikkende liefde wil ontkomen. Ook ontmoet ze een slangenvrouw en het angstaanjagend grote maar lieve monster Dindel, afkomstig uit een reizend circus. Met hulp van Dindel weten ze Boforce op afstand te houden, maar Dindel valt hierbij wel uit de trein.
Storm en Nomad kamperen die avond in de woestijn en ontdekken nog een lichtje aan de horizon. Wanneer Storm dit volgt komt hij vreemd genoeg weer bij Nomads vuurtje uit. Hij concludeert hieruit dat deze dimensie vervormd is tot een Moebiusring waarbij men altijd weer op hetzelfde punt uitkomt als men rechtdoor blijft gaan. Maar, zo redeneert hij, door dwars door de ring te gaan komen ze wellicht boven op een punt dat verder op de ring ligt. Toevallig bevindt zich vlakbij een diep gat, het hol van een monster dat ze gedood hadden. Ze kruipen erdoorheen en hoewel de tunnel naar beneden gaat, komen ze ergens anders op de ring weer boven, opnieuw naast de treinrails. Wanneer de trein voorbij komt, weten ze op de trein te springen.
Storm herkent het landschap en beseft dat het feit dat ze op een Moebiusring zitten ook betekent dat de trein uiteindelijk het station van Halverwege weer zal bereiken.... en dit met volle vaart zal rammen. Storm weet net op tijd de locomotief te bereiken en te remmen, waardoor de trein opnieuw door de muur breekt en het station binnenrijdt, waar hij tot stilstand komt. Roodhaar, Storm en Nomad zijn weer herenigd, terwijl Boforce wegkruipt en wraak zweert. De slangenvrouw gaat terug om Dindel te zoeken, en het laatste plaatje toont de twee, innig gelukkig nu ze weer herenigd zijn.

## Trivia
- De namen van een aantal personages komen overeen met Nederlandse plaatsnamen: Boforce haar kompanen Twello en Varakker, en de kok Wilp. Gezien het feit dat de Nederlander Martin Lodewijk het scenario schreef, is dit waarschijnlijk geen toeval.